# Ilkal
Ilkal là một thị xã của quận Bagalkot thuộc bang Karnataka, Ấn Độ.

## Địa lý
Ilkal có vị trí 15°58′B 76°08′Đ / 15,97°B 76,13°Đ Nó có độ cao trung bình là 585 mét (1919 feet).

## Nhân khẩu
Theo điều tra dân số năm 2001 của Ấn Độ, Ilkal có dân số 51.956 người. Phái nam chiếm 51% tổng số dân và phái nữ chiếm 49%. Ilkal có tỷ lệ 62% biết đọc biết viết, cao hơn tỷ lệ trung bình toàn quốc là 59,5%: tỷ lệ cho phái nam là 72%, và tỷ lệ cho phái nữ là 52%. Tại Ilkal, 14% dân số nhỏ hơn 6 tuổi.